# L'Espion (film, 1952)
 (septembre 2024).
Si vous disposez d'ouvrages ou d'articles de référence ou si vous connaissez des sites web de qualité traitant du thème abordé ici, merci de compléter l'article en donnant les références utiles à sa vérifiabilité et en les liant à la section « Notes et références ».
Pour plus de détails, voir Fiche technique et Distribution.
L'Espion (titre original : The Thief) est un film d'espionnage américain en noir et blanc réalisé par Russell Rouse, sorti en 1952.

## Synopsis
Ray Milland joue le Dr Allan Fields, un physicien du nucléaire qui travaille pour la commission à l'énergie atomique des États-Unis à Washington. Le Dr Fields est aussi un espion pour une puissance étrangère mystérieuse. Grâce à une série de stratagèmes élaborés, Fields communique les clichés de documents top-secrets à une longue chaîne d'intermédiaires jusqu'à une puissance étrangère visiblement ennemie des États-Unis. À la suite d'un accident de la route, le dernier microfilm envoyé par le docteur tombe entre les mains du FBI.
L'étau se resserre autour de Fields, soupçonné par le FBI. Effrayé et paranoïaque, il se terre dans la chambre d'un hôtel miteux en attendant le coup de téléphone lui donnant les instructions à suivre. Suivant ces instructions, il est filé par un agent du FBI jusqu'à l'observatoire de l'Empire State Building où il est finalement démasqué. Fields et l'agent entament une course-poursuite jusqu'au sommet de l'Empire State Building où Fields provoque la chute de son poursuivant, causant sa mort. Muni d'un faux passeport, il est désormais en mesure de quitter le pays incognito mais il fait volte-face sur la passerelle d'embarquement du navire, rongé par la culpabilité, et finit par se rendre de lui-même au FBI le lendemain.

## Fiche technique
- Titre : L'Espion
- Titre original : The Thief
- Réalisation :	Russell Rouse
- Assistant-réalisateurs : Leon Chooluck, Robert G. Stone
- Scénario :  Clarence Greene, Russell Rouse
- Photographie :  Sam Leavitt
- Montage :  Chester W. Schaeffer
- Musique :  Herschel Burke Gilbert
- Direction artistique :  Joseph St. Amand
- Décors :  Murray Waite
- Costumes :  Maria P. Donovan
- Son :  Mac Dalgleish
- Producteur :  Clarence Greene
- Producteur exécutif :  Harry M. Popkin
- Société de production :  Harry Popkin Productions
- Société de distribution :  United Artists
- Pays de production :   États-Unis
- Langue :  Aucune
- Format : Noir et blanc — 35 mm — 1,37:1 — Son : Mono (RCA Sound System)
- Genre :  Film dramatique, Film d'espionnage, Thriller[1], Film noir
- Durée : 86 minutes (1 h 26)
- Dates de sortie :
  - Italie : 12 septembre 1952 (Mostra de Venise) / 7 mai 1953 (sortie nationale)
  - États-Unis : 10 octobre 1952
  - Canada : 17 octobre 1952
  - Royaume-Uni : 14 novembre 1952
  - France : 28 novembre 1952

## Distribution
- Ray Milland : Allan Fields
- Martin Gabel : Mr. Bleek
- Harry Bronson : Harris
- Rita Vale : Miss Philips
- Rex O'Malley : Beal
- Rita Gam : la fille

## Réception
Le film a reçu à sa sortie des critiques mitigées. Qualifié par certains[réf. nécessaire] de film noir efficace, l'absence de dialogue est considérée par d'autres comme un gimmick dont l'effet de surprise s'use assez vite au cours du film. Jean-François Rauger de la Cinémathèque considère que l'absence de dialogue permet de donner une importance concrète aux décors du film.

## Récompenses et distinctions
| Année               | Prix/Catégorie           | Nomination                     | Résultat |
| ------------------- | ------------------------ | ------------------------------ | -------- |
| Oscars du cinéma    |                          |                                |          |
| 1953                | Meilleure musique        | Herschel Burke Gilbert         | Nommé    |
| Golden Globe Awards |                          |                                |          |
| 1953                | Photographie             | Sam Leavitt                    | Nommé    |
| 1953                | Meilleur film dramatique |                                | Nommé    |
| 1953                | Meilleur acteur          | Ray Milland                    | Nommé    |
| 1953                | Meilleur scénario        | Clarence Greene, Russell Rouse | Nommés   |
| 1953                | Révélation féminine      | Rita Gam                       | Nommée   |

## Adaptation en ciné-concert
Une adaptation du film en ciné-concert a été réalisée par le Jérémy Baysse Quintet, sur une nouvelle musique composée pour l'occasion par le guitariste Jérémy Baysse pour un quintet jazz (guitare, basse, batterie, clarinettes, violoncelle).
La bande son originale du film a été remontée pour l'occasion afin de conserver quelques éléments sonores originaux incontournables, comme la sonnerie du téléphone.
Les premières représentations de ce spectacle ont eu lieu sur les scènes nationales de Niort (Moulin du Roc) et Poitiers (TAP) en janvier 2013 et le disque The Thief a été produit à cette occasion.